# Pierre Kunde
Pierre Kunde Malong (* 26. Juli 1995 in Limbe) ist ein kamerunischer Fußballspieler. Der Mittelfeldspieler steht bei Olympiakos Piräus unter Vertrag und ist seit September 2023 an Atromitos Athen verliehen.

## Karriere

### Verein
Kunde kam 2013 vom Alcobendas CF in die Jugend von Atlético Madrid. Für die U-19-Mannschaft der Madrilenen spielte er unter anderem in der UEFA Youth League. Im August 2014 debütierte er für die B-Mannschaft von Atlético in der Segunda División B, als er am ersten Spieltag der Saison 2014/15 gegen die B-Mannschaft von Real Madrid in der Startelf stand. In jenem Spiel wurde er in der 89. Minute mit Gelb-Rot vom Platz gestellt. Mit Atlético Madrid B stieg er am Saisonende in die Tercera División ab.
Zur Saison 2016/17 wurde Kunde an den Drittligisten Extremadura UD verliehen und absolvierte er in der Saison 2016/17 33 Spiele in der Segunda División B, in denen er elf Tore erzielte. Im Juli 2017 wurde er an den Zweitligisten FC Granada weiterverliehen. Zu Saisonende hatte er 37 Einsätze in der Segunda División zu Buche stehen, in denen er fünf Tore erzielte.
Im Juli 2018 wechselte Kunde nach Deutschland zum Bundesligisten 1. FSV Mainz 05, bei dem er einen bis Juni 2022 laufenden Vertrag erhielt.
Im Sommer 2021 wechselte er zum griechischen Meister Olympiakos Piräus.
Im Januar 2023 wechselte Malong leihweise für ein halbes Jahr in die Bundesliga zum VfL Bochum. Danach wurde er für die Saison 2023/24 an Atromitos Athen verliehen.

### Nationalmannschaft
Im Mai 2018 debütierte Kunde in einem Testspiel gegen Burkina Faso für die kamerunische Nationalmannschaft.